# 양얼처나무
양얼처나무(중국어 간체자: 杨二车娜姆, 정체자: 楊二車娜姆, 병음: Yáng Èrchē Nàmŭ, 1966년 8월 ~ )는 중화인민공화국의 모쒀족 출신 작가, 가수이다.
윈난성 북부에 위치한 루구호 인근에서 태어났다. 13세부터 17세까지 상하이 음악 학원에 재학했고 1990년에는 미국 샌프란시스코로 이주했다. 1997년에 첫 문학 작품을 발표했다.

## 저서
- 《走出女儿国》 (1997년 4월)
- 《女人品—闻香识女人》 (1999년 6월)
- 《女人游—凤眼看天下》 (2001년 5월)
- 《女人梦—烟雨是天涯》 (2002년 9월)
- 《中國紅遇見挪威藍》 (2003년 1월)
- 《你也可以》 (2003년 5월)
- 《7年之痒—中国红别了挪威蓝》 (2004년 9월)
- 《一会儿就回来——我的社交心得》 (2004년 10월)
- 《暗香—中国女人的性感与传情》 (2005년 1월)
- 《长得漂亮不如活得漂亮》 (2006년 6월)